# Udalrich Schaufelbühl
Udalrich Josef Schaufelbühl (* 18. Oktober 1789 in Zurzach; † 21. Juli 1856 ebenda; heimatberechtigt in Zurzach) war ein Schweizer Politiker und Arzt. Von 1832 bis 1852 war er Regierungsrat des Kantons Aargau, von 1851 bis zu seinem Tod gehörte er dem Nationalrat an.

## Biografie
Der Sohn des Arztes und Grossrates Franz Joseph Schaufelbühl studierte ebenfalls Medizin. Danach betrieb er zusammen mit seinem Vater nicht nur eine Arztpraxis, sondern war auch Gastwirt und Apotheker. Der elterliche Gasthof «Goldner Adler» war oft Schauplatz von politischen, wirtschaftlichen und kulturellen Diskussionsrunden. Ab 1815 war Schaufelbühl Divisionsarzt in der Aargauer Artillerie, 1820 folgte er seinem Vater als Bezirksarzt nach.
Nach dem Freiämtersturm im Dezember 1830 war Schaufelbühl als Verfassungsrat an der Ausarbeitung einer neuen Kantonsverfassung beteiligt. 1831 wurde er in den Grossen Rat gewählt. Der Grosse Rat wiederum wählte ihn im darauf folgenden Jahr in die Kantonsregierung. Als Regierungsrat förderte er den Ausbau des Gesundheitswesens. Zwar war er liberalen Ideen nicht abgeneigt, doch war sein Weltbild eher katholisch-konservativ geprägt. 1852 trat Schaufelbühl als Regierungsrat zurück, blieb aber weiterhin im Grossrat. Er trat mit Erfolg zu den Nationalratswahlen 1851, bis zu seinem Tod vertrat er den Kanton Aargau im Nationalrat. Neben seiner Tätigkeit als Arzt verfasste er Studien zu medizinischen, weltpolitischen und numismatischen Themen.
Sein Sohn war Edmund Schaufelbühl.